# أوسكار كروز لوبيز
أوسكار كروز لوبيز (بالإسبانية: Óscar Cruz López)‏ هو سياسي مكسيكي، ولد في 1 ديسمبر 1957 في المكسيك. حزبياً، نشط في حزب الثورة الديمقراطية. وقد انتخب عضو مجلس الشيوخ من المكسيك.